# کتابخانه ایالتی کلرادو
کتابخانه ایالتی کلرادو (CSL) کتابخانه رسمی ایالت کلرادو است که در دنور، کلرادو واقع شده است. این کتابخانه منابعی را برای توسعه سیاست‌ها، فعالیت‌ها و کمک‌های مرتبط با کتابخانه برای کتابخانه‌های مدارس، عمومی، دانشگاهی و ویژه فراهم می‌کند. 

## اهداف
هدف و مسئولیت‌های کلیدی CSL در قانون کتابخانه کلرادو تعریف شده است و با اهداف و استراتژی‌های تعیین شده در برنامه پنج ساله خدمات و فناوری کتابخانه، بیشتر همخوان است. این کتابخانه و پروژه‌های مرتبط با آن تا حدی توسط بودجه کمک مالی قانون خدمات و فناوری کتابخانه (LSTA) تأمین می‌شود.

## تاریخچه
کتابخانه ایالتی کلرادو در ۶ نوامبر ۱۸۶۱ ایجاد شد. ناظر منطقه‌ای مدارس دولتی به عنوان کتابدار رسمی منصوب شد. این مؤسسه زمانی که کلرادو در سال ۱۸۷۶ به ایالت ایالات متحده تبدیل شد، به کتابخانه ایالتی تبدیل گردید. در سال ۱۸۹۹، هیئت دولتی مسئولان کتابخانه برای بهبود و حمایت از خدمات کتابخانه‌های عمومی در ایالت تشکیل شد. در سال ۱۹۲۹، هیئت مسئولان کتابخانه ایالتی با کمیسیون کتابخانه سیار کلرادو که توسط فدراسیون محلی باشگاه‌های زنان در سال ۱۹۰۳ تأسیس شده بود، ادغام شد. این آژانس جدید تا سال ۱۹۳۳ که به کتابخانه ایالتی کلرادو تبدیل شد، کمیسیون کتابخانه کلرادو نام داشت.